# ロバート・コーネル・アームストロング
ロバート・コーネル・アームストロング(Robert Cornell Armstrong、1876年4月3日 - 1929年10月26日)は、カナダ・ウェスレアン・メソジスト教会が明治時代に日本に派遣した宣教師である。日本思想及び宗教の研究者で、二宮尊徳の研究などをしていた。

## 生涯
1876年4月3日、カナダ・オンタリオ州オタワ市郊外で、父Robertと母Sophroniaの子として産まれる。
1903年
- ビクトリア大学 (トロント大学)（英語版）を卒業[1]。
- 11月　浜松教会で初代宣教師となる[2]。

1904年　キーザ(Ketha Winnifred)と結婚。
1905年9月23日　娘のネリー・ソフロニア(Nellie Sophronia)が誕生。
1907年12月24日　アシュレー(Ashley)が誕生。
1908年9月　浜松教会から金沢に転任。
1909年8月5日　キース(Keith)が誕生。
1910年
- 2月、ロバート・エンバーソン宣教師の後任として静岡教会に赴任し、旧エンバーソン邸に入居[3]。児童養護施設 静岡ホーム2代総理となる[4]。
- 2月-10月、静岡県立静岡中学校において英語教諭[5]。
- 6月、カナダへ一時帰国[1]。静岡教会宣教師及び静岡ホーム総理はウィリアム・ガーフィヰルド・カナレー(William Garfield Connoly)宣教師に引き継がれる[3][4]。
- 9月14日　エッジャートン(Edgerton)が誕生[1]。

1911年、トロント大学で哲学博士の学位を取得。
1912年、日本に戻り、関西学院で教授となる。
1915年10月20日　ドリス(Doris)が誕生。
1919年、カナダへ一時帰国。
1920年、日本に戻り、本郷中央会堂に転任。
1929年10月26日、心臓発作により急逝。

## 親族
- 妻　キーザ(Ketha Winnifred、1879年2月20日 - 1966年12月6日)
  - 第１子　ネリー・ソフロニア(Nellie Sophronia、1905年9月23日 - ?)
  - 第２子　アシュレー(Ashley、1907年12月24日 - ?)
  - 第３子　キース(Keith、1909年8月5日 - ?)
  - 第４子　エッジャートン(Edgerton、1910年9月14日 - ?)
  - 第５子　ドリス(Doris、1915年10月20日 - ?)

## 参考図書
- 『静岡教会125年史』日本基督教団静岡教会、2009年7月31日
- 『日本基督教団浜松教会百年史』日本基督教団浜松教会、1991年7月25日
- ジャン・W・クランメル『来日メソジスト宣教師事典』教文館、1996年2月25日
- 『愛と感謝 静岡ホーム100年のあゆみ』社会福祉法人静岡ホーム、2009年3月1日